# Addy Brouwers
Adrianus Gerardus Hubertus Addy Brouwers  (Breda, 21 januari 1946) is een Nederlands voormalig voetballer die onder contract stond bij VV Baronie, NAC en FC Wuustwezel. Naast het voetbal was hij leraar op een basisschool.
Addy Brouwers debuteerde namens de Baronie in het betaalde voetbal in de toenmalige tweede divisie, waar hij onder meer samen speelde met Kees van Ierssel. 
In 1968 maakte hij de overstap naar stadgenoot NAC. In zijn eerste seizoen veroverde Brouwers direct een basisplaats bij de eredivisionist. Hij maakte zelfs zo'n goede indruk dat hij in het voorjaar van 1969 door Georg Kessler werd opgeroepen voor het Nederlands Elftal. Brouwers maakte na rust zijn opwachting in Oranje in de met 2-0 gewonnen vriendschappelijke interland tegen Tsjecho-Slowakije. Het zou uiteindelijk bij deze ene interland blijven.
Wel won Brouwers met NAC in 1973 de KNVB Beker door een 2-0 zege op N.E.C. Brouwers scoorde de tweede treffer. Een jaar later bereikte hij opnieuw de finale om de KNVB Beker, waarin PSV echter met 6-0 veel te sterk bleek. 
Brouwers bleef ondanks veel belangstelling van de Nederlandse topclubs NAC jarenlang trouw. Hij wilde zijn baan als onderwijzer niet opgeven voor een carrière als full-prof. Bij NAC kon hij beide passies combineren.
Na het seizoen 1977-1978 vertrok Brouwers op 32-jarige leeftijd bij NAC. Na een jaartje bij FC Wuustwezel zette hij in 1979 een punt achter zijn semiprofessionele voetballoopbaan.
Na zijn loopbaan blijft Brouwers aan NAC verbonden. Als trainer van oud-NAC en als voorzitter van de Stichting Cultuur van de Bredase club. Daarnaast is hij jarenlang scout, na een verschil van inzicht met toenmalig Technisch Directeur Graeme Rutjes over de invulling van die functie legt hij in september 2014 zijn scoutingswerkzaamheden neer. Een half jaar later, na het opstappen van Rutjes wegens de slechte resultaten van NAC, keert Brouwers terug als scout van het eerste elftal.

## Statistieken

### Clubverband
| Seizoen | Club          | Land      | Competitie   | Wed. | Goals |
| ------- | ------------- | --------- | ------------ | ---- | ----- |
| 1968/69 | NAC           | Nederland | Eredivisie   | 30   | 3     |
| 1969/70 | NAC           | Nederland | Eredivisie   | 29   | 3     |
| 1970/71 | NAC           | Nederland | Eredivisie   | 32   | 7     |
| 1971/72 | NAC           | Nederland | Eredivisie   | 30   | 4     |
| 1972/73 | NAC           | Nederland | Eredivisie   | 30   | 6     |
| 1973/74 | NAC           | Nederland | Eredivisie   | 30   | 5     |
| 1974/75 | NAC           | Nederland | Eredivisie   | 31   | 6     |
| 1975/76 | NAC           | Nederland | Eredivisie   | 34   | 5     |
| 1976/77 | NAC           | Nederland | Eredivisie   | 32   | 6     |
| 1977/78 | NAC           | Nederland | Eredivisie   | 17   | 2     |
| 1978/79 | FC Wuustwezel | België    | Derde klasse |      |       |
| Totaal  | Totaal        | Totaal    | Totaal       | 295  | 47    |

### Nederlands elftal
| Interlands van Addy Brouwers | Interlands van Addy Brouwers | Interlands van Addy Brouwers  | Interlands van Addy Brouwers | Interlands van Addy Brouwers | Interlands van Addy Brouwers |
| No.                          | Datum                        | Wedstrijd                     | Uitslag                      | Wedstrijdverband             | Goals                        |
| ---------------------------- | ---------------------------- | ----------------------------- | ---------------------------- | ---------------------------- | ---------------------------- |
| 1.                           | 16 april 1969                | Nederland - Tsjecho-Slowakije | 2-0                          | Vriendschappelijk            | 0                            |